# Helios 2
Pour les articles homonymes, voir Hélios (homonymie).
La sonde Helios 2 est la deuxième sonde du programme allemand de sondes Helios, lancé deux ans après Helios 1.

## Caractéristiques
C'est le deuxième objet (après la sonde Parker) le plus rapide fait par l'homme, atteignant une vitesse de pointe de 70,2 km/s (252 720 km/h), soit plus de deux fois la vitesse de la Terre autour du Soleil.

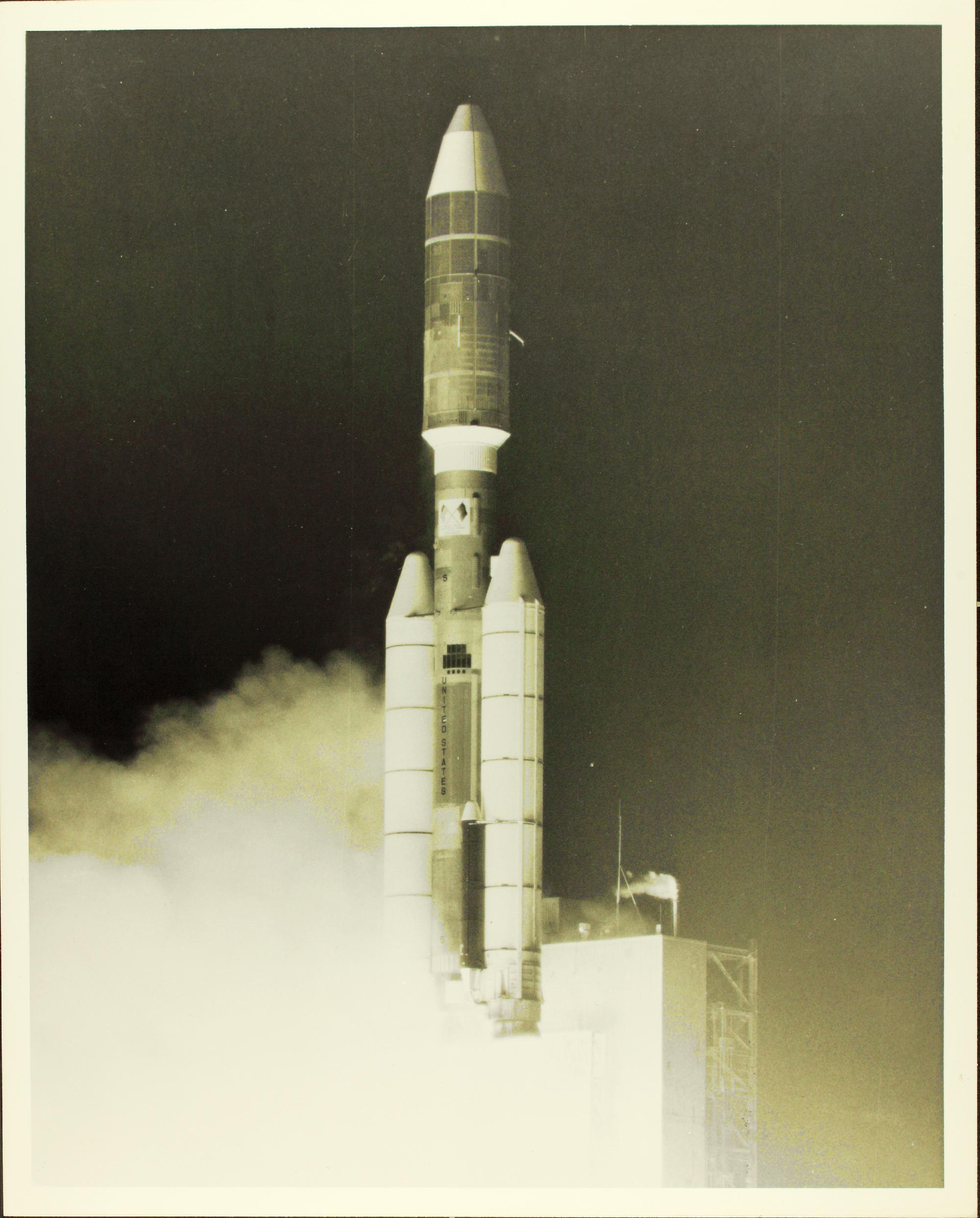
Lancement de Helios 2.